# 何木火
何木火（1958年—）字世懷，號水墨行者，臺灣臺中市大里區人，國畫家。其三叔何金旺在日治時代是其村內有名的肖像畫家，何木火受他教導。1980年，何木火投入專業藝術創作，運用父母的資助於大里成立「日新藝廊」。1983年起，作品各美展中嶄露頭角，並在許多中日韓的美展中獲獎。